# Bristol F.2 Fighter
Bristol F.2 Fighter ali samo Bristol Fighter (vzdevki "Brisfit" in "Biff") je bil britanski dvosedežni dvokrilni lovec in izvidnik, ki se je uporabljal proti koncu 1. svetovne vojne. Prvič je poletel 9. septembra 1916, v uporabo je vstopil leta 1917. Kljub temu, da je bil dvosed, se je uspešno kosal z enosedimi lovci. 
Skupno je bilo zgrajenih 5329 letal. Po vojni so veliko letal prodali civilnim uporabnikom. 

## Specifikacije (F.2B)
Splošne karakteristike
- Posadka: 2
- Dolžina: 25 ft 10 in (7,87 m)
- Razpon kril: 39 ft 3 in (11,96 m)
- Višina: 9 ft 9 in (2,97 m)
- Površina kril: 405 ft² (37,62 m²)
- Teža praznega letala: 2145 lb (975 kg)
- Maks. vzletna teža: 3243 lb (1474 kg)
- Pogon letala: 1 ×  tekočinsko hlajeni 12-valjni V-motor Rolls-Royce Falcon III, 275 KM (205 kW)

 Zmogljivost 
- Maks. hitrost: 123 mph (107 vozlov, 198 km/h) na višini 5000 ft (1500 m)
- Doseg: 369 milj (320 nmi, 593 km)
- Višina leta: 18000 ft (5500 m)
- Hitrost vzpenjanja: 889 ft/min (4,5 m/s)

Oborožitev

- Strelno orožje: 

  - 1× .303 in (7.7 mm) naprej streljajočoa Vickers strojnica v zgornjem delu trupa
  - 1 ali 2× .303 in Lewis strojnici v zadnjem kokpitu
- Bombe: 110 kg bomb